# Róża Etkin

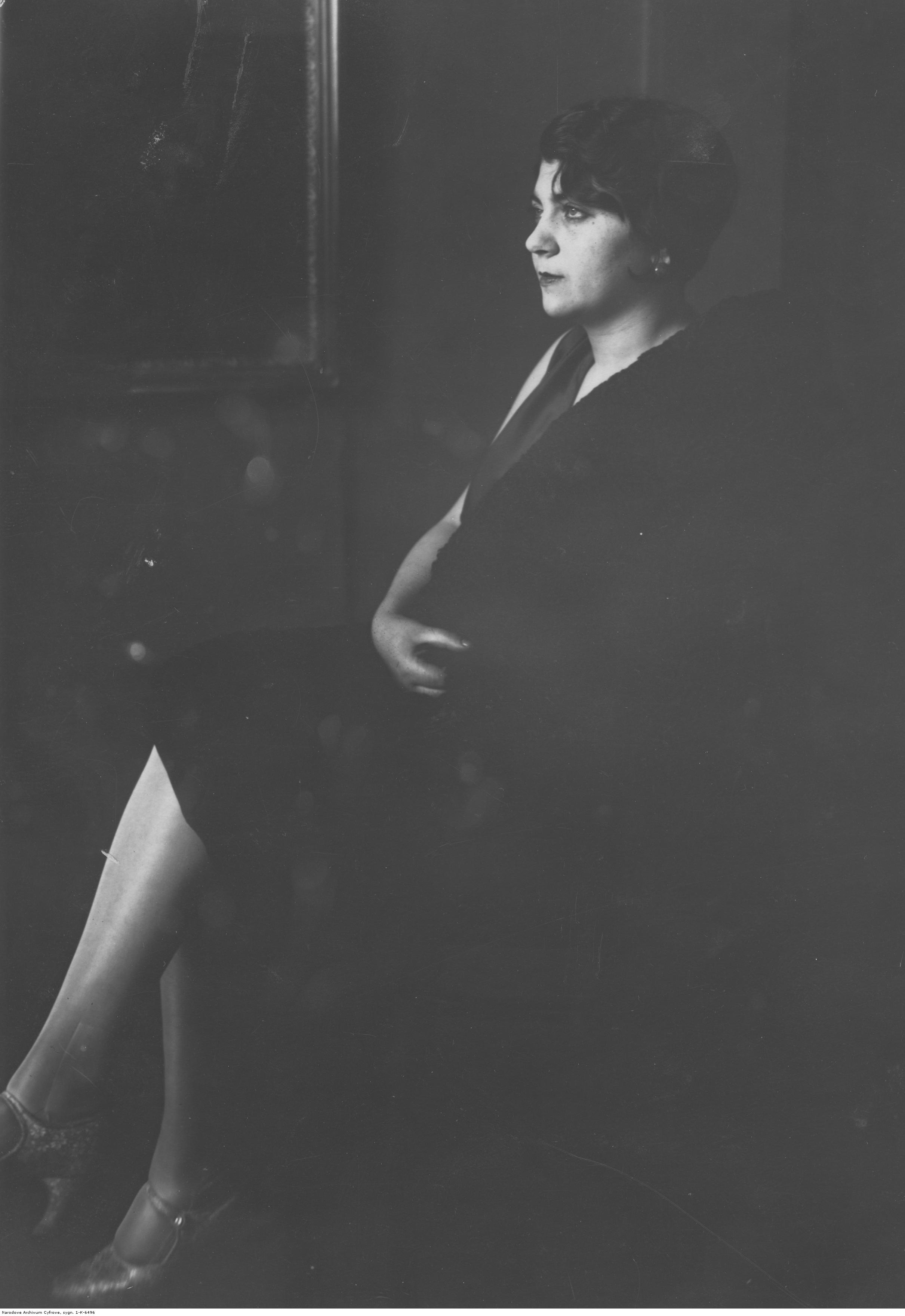
Róża Etkin (1927)

Róża Etkin, Ehename Róża Etkin-Moszkowska (* 1908 in Warschau; † 16. Januar 1945 ebenda) war eine polnische Pianistin.

## Leben
Róża Etkin wurde in eine jüdische Familie geboren, beschäftigte sich von Kindheit an mit Musik und begann früh, Klavier zu spielen. Als Neunjährige wurde sie in das Warschauer Konservatorium aufgenommen und studierte Klavier bei Aleksander Michałowski. Im Juni 1920 trat sie in einem Konzert der Studenten des Konservatoriums zum ersten Mal öffentlich auf.
Mit 16 Jahren debütierte Etkin als Solistin in einem Orchesterkonzert: zusammen mit dem Orchester der Warschauer Philharmonie spielte sie das 3. Klavierkonzert von Sergei Rachmaninow unter der Leitung von Grzegorz Fitelberg.
1926 wechselte sie zu Zbigniew Drzewiecki, einem ebenfalls am Warschauer Konservatorium tätigen Klavierlehrer. 
Ein Jahr später, im Januar 1927, war sie im ersten Internationalen Chopin-Wettbewerb die jüngste Teilnehmerin und wurde mit dem dritten Preis ausgezeichnet.
Im Frühjahr 1927 reiste sie nach Berlin, um sich am Klindworth-Scharwenka-Konservatorium bei Moritz Mayer-Mahr zu perfektionieren. Ihr dortiges Debüt im Bechsteinsaal im Mai 1927 mit Werken von Chopin, Szymanowski und Kaper fand ein positives Echo bei den Kritikern. So urteilte Hugo Leichtentritt: Ein neuer Name, der sicherlich bald international Geltung haben wird, ist Rosa Etkin...Eine Spielerin von Rasse, hinreißendem Spieltrieb und prachtvollem klavieristischen Können.
In Berlin lernte sie den polnischen Bildhauer und Architekten Ryszard Moszkowski (* 6. Februar 1906 in Lüttich, † 16. Januar 1945 in Warschau) kennen, den sie später heiratete.
Anfang der 1930er Jahre kehrte sie nach Warschau zurück und setzte ihre Karriere erfolgreich fort: sie spielte in den Sendungen des Polnischen Rundfunks, trat an Abenden der Polskiego Towarzystwa Muzyki Współczesnej (Polnische Gesellschaft für zeitgenössische Musik, die polnische Sektion der Internationalen Gesellschaft für Neue Musik) auf und gab regelmäßig Konzerte in den Sälen der Warschauer Philharmonie und des Konservatoriums.
1935 gastierte bei Konzerten des Kulturbunds Deutscher Juden in Berlin, Frankfurt und Mainz, im März 1937 konzertierte sie im Salle Pleyel in Paris mit Werken von Bach, Mozart, Brahms und Chopin und ein Konzert bei Radio Luxemburg vom Oktober 1937 (Brahms, 2. Klavierkonzert unter Henri Pensis) wurde international übertragen.
Während der deutschen Besetzung Polens versteckte sich Róża Etkin mit ihrem Mann in Warschau-Żoliborz. Am Tag vor der Befreiung Warschaus am 17. Januar 1945 wurden sie zusammen mit anderen in ihrem Versteck von deutschen Soldaten entdeckt und mit einer Handgranate getötet.

## Repertoire
Etkin entwickelte ein reiches Repertoire. Sie spielte Bach (Goldberg-Variationen), Mozart, Beethoven (Klaviersonaten), Chopin (auch Godowskys Bearbeitungen der Walzer), Liszt, Schumann, Brahms und Tschaikowsky, scheute sich aber auch nicht vor Stücken zeitgenössischer Komponisten wie Ravel, Skriabin, Rachmaninov (Klavierkonzerte 2 und 3), Szymanowski (Variationen über polnische Volksthemen  op. 10, Etüden op. 33,  Mazurkas op. 50) und ihres Kommilitonen Bronisław Kaper.

## Tondokumente
Tri-Ergon. Aufgenommen in Berlin im Herbst 1927. 

Rosa Etkin, Klaviersolo.
- Frédéric Chopin: Mazurka Nr. 32 cis-Moll op. 50 Nr. 3. – Katalog-Nr. TE 1074 / Matrizen-Nr. 521
- Frédéric Chopin: Nocturne Nr. 5 Fis-Dur op. 15 Nr. 2. – Katalog-Nr. TE 1074 / Matrizen-Nr. 522
- Frédéric Chopin: Walzer As-Dur. – Katalog-Nr. TE 5078 / Matrizen-Nr. 0524
- Maurice Ravel: Jeux d’eau. – Katalog-Nr. TE 1079 / Matrizen-Nr. 525
- Ludomir Różycki: Polnische Tänze für Klavier op. 37. – Katalog-Nr. TE 5078 / Matrizen-Nr. 0523
- Alexander Skrjabin: a) Etüde fis-Moll, op. 8 Nr. 2 (Label fälschlich: Nr. 3); b) Etüde dis-Moll, op. 8 Nr. 12. – Katalog-Nr. TE 1079 / Matrizen-Nr. 526.

Schellackplatten, 30 cm bzw. 25 cm (TE 5078). 5 Titel anzuhören auf youtube.